# Distrito de Polovinski
O distrito de Polovinski (em russo:  Половинский райо́н, transl. Polovinski raión) é um distrito administrativo e municipal (raion), um dos vinte e quatro no oblast de Kurgan, na Rússia. Está localizado no sul do oblast. A área do distrito é de 2 728 quilômetros quadrados (1 053 milhas quadradas). Seu centro administrativo é a localidade rural de Polovinnoye, com uma população de 12 255 habitantes (censo de 2010) (16 295 no censo de 2002; 17 123 no censo de 1989). A população de Polovinnoye é responsável por 37,9% da população total do distrito.

## História
O distrito foi criado em 1924.[carece de fontes?]